# Defense Intelligence Agency
Defense Intelligence Agency (pol. Agencja Wywiadowcza Departamentu Obrony, DIA) – amerykańska agencja wywiadu wojskowego, działająca w strukturze Departamentu Obrony.
Została założona 1 października 1961 roku. Zatrudnia ponad 16 500 wojskowych i cywilnych pracowników na całym świecie. Jest główną instytucją organizacyjną i kierowniczą zagranicznego wywiadu wojskowego. Dostarcza informacje wywiadowcze dla decydentów i planistów sił obronnych i dla Wspólnoty Wywiadowczej, w celu wsparcia amerykańskiego planowania i operacji wojskowych oraz handlu bronią.
Dyrektor DIA jest głównym doradcą sekretarza obrony i przewodniczącego Komitetu Połączonych Szefów Sztabów w sprawach wywiadu wojskowego. Kieruje również Zarządem Wywiadu Wojskowego (Military Intelligence Board), koordynując działalność wspólnoty wywiadów obrony.

## Historia

### Przyczyny powstania
Ustawa o reorganizacji systemu obrony narodowej z 1958 roku powołała co prawda do życia ośrodki dowodzenia połączonych rodzajów sił zbrojnych, dopóki jednak każdy rodzaj wojsk utrzymywał swoje własne służby wywiadowcze, ośrodki te nie otrzymywały danych wywiadowczych w postaci ujednoliconej. Wywiady poszczególnych rodzajów sił zbrojnych i agencji cywilnych odgradzały się od siebie licznymi barierami, uniemożliwiającymi wymianę informacji. Wręcz przeciwnie, konkurowały między sobą, kryjąc bardzo ważne dla bezpieczeństwa narodowego informacje, w ten sposób zabiegając o względy w DoD i większe przyszłoroczne budżety. Jedną z przyczyn utworzenia DIA przez administrację prezydenta Kennedy’ego były powtarzające się skargi na znaczne różnice w ocenach agencji wywiadowczych przedstawianych przez służby ds. wywiadu wojskowego (morski, lotniczy i lądowy komponent wywiadowczy) i wzajemne spory kompetencyjne.

### Utworzenie DIA
Bazując na ocenie Grupy Koordynacji Ocen Wywiadowczych, sekretarz obrony Robert McNamara, powiadomił szefów połączonych sztabów JCS o decyzji utworzenia DIA. W lutym 1961 roku dostali oni zadanie utworzenia projektu agencji, który był gotowy już w sierpniu tego samego roku. Dyrektywa Departamentu Obrony nr 5105.21 o utworzeniu Agencji Wywiadu Departamentu Obrony została przedstawiona 1 sierpnia 1961 roku, a weszła w życie dwa miesiące później, 1 października 1961 roku. Poszczególne rodzaje wojsk zachowały własne służby rozpoznawcze, United States Army zatrzymały Army Security Agency, która wprawdzie jest służbą bezpieczeństwa, lecz prowadzi też tzw. SIGINT, United States Navy – Office of Naval Intelligence, United States Air Force – Air Force Intelligence Agency. Nadal działała również Centralna Agencja Wywiadowcza, zajmująca się wywiadem poza granicami Stanów Zjednoczonych Ameryki.

### Szybki rozwój agencji
W chwili powstania DIA personel tej agencji nie przekraczał 25 osób, ale 10 lat później w 1971 roku Agencja liczyła już ok. 5 tys. osób wspieranych przez budżet roczny w wysokości 200 mln USD.
Między 1962 a 1966 rokiem przy DIA powstała m.in. Wyższa Szkoła Wywiadu Departamentu Obrony (od 1992 roku Defense Intelligence College), tzw. szkoła szpiegów, a 1 stycznia 1963 roku rozpoczęło działalność Centrum Produkcji, które zajmowało budynki A i B w kompleksie budynków Arlington Hall Station w stanie Wirginia. Następnie utworzono specjalne centrum, tzw. system interpretacji (analizy) danych (ADP Automated Data Processing). Powstał także specjalny Zarząd Wywiadu Naukowo-Technicznego (Directorate of Scientific and Technical Intelligence).

## Struktura
Defense Intelligence Agency składa się z poniższych komórek organizacyjnych:
- Defense Clandestine Service (DCS): Prowadzi rozpoznanie osobowe, zawiera w swej strukturze Defense Attaché System prowadzący ataszaty wojskowe oraz Counterintelligence Field Activity. DIA DCS współpracuje przy skrytych operacjach specjalnych z jednostkami wojskowymi m.in. United States Navy SEALs NSWDG, US Army Special Forces ACE[2].
- Directorate for Analysis (DI): Analizuje i przekazuje władzy informacje wywiadowcze dotyczące obronności. Zarządza National Center for Medical Intelligence, Missile and Space Intelligence Center, Underground Facilities Analysis Center, National Media Exploitation Center oraz Defense Combating Terrorism Center. Analitycy DIA DI prowadzą ocenę materiałów, informacji wywiadowczych na placówkach, jak i na polu walki.
- Directorate for MASINT and Technical Collection (DT): Zbiera, analizuje, opisuje informacje w strefie zjawisk i pomiarów fizycznych w tym m.in. ACINT. DIA jest centralnym ośrodkiem MASINT wśród United States Intelligence Community.
- Directorate for Information Management and Chief Information Officer (DS): Ten zarząd zapewnia Joint Worldwide Intelligence Communications System, jako bezpieczne, zintegrowane i znormalizowane przedsięwzięcie technologii informatycznej o światowej rozległości, które w sposób stale ulepszany jest utrzymywane do przekazywania informacji wywiadowczych na potrzeby: użytkowników prowadzących działania, sztabowców, osób kierujących polityką obronną USA, a także partnerów zagranicznych.
- Directorate for Intelligence, Joint Staff (J2): doradza i wspomaga wywiadem wojskowym Joint Chiefs of Staff w prowadzeniu polityki obronnej i planowania operacyjnego.

Dawniej DIA dzieliła się na trzy ośrodki:
- National Military Production Center (NMPC), (Krajowy Ośrodek Prezentacji Danych Wywiadu Wojskowego) – zajmujący się przetwarzaniem, prezentacją i dystrybucją wszelkiego rodzaju danych wywiadu wojskowego, poczynając od oceny zagrożeń, po informacje o siłach lądowych, morskich, powietrznych i kosmicznych państw trzecich.
- National Military Intelligence Collection Center (NMICC), (Krajowy Ośrodek Gromadzenia Danych Wywiadu Wojskowego) – koordynujący gromadzenie danych wywiadu Departamentu Obrony (Department of Defense – DoD) oraz funkcjonowanie jego systemu attaché wojskowych (Defense Attaché System) i jego, cele osiągało rozpoznaniem osobowym.
- National Military Intelligence Systems Center (Krajowy Ośrodek Systemów Wywiadu Wojskowego) – służba informacyjna odpowiedzialna m.in. za wyszukiwanie danych oraz przetwarzanie ich na potrzeby innych służb specjalnych.

### Siedziba

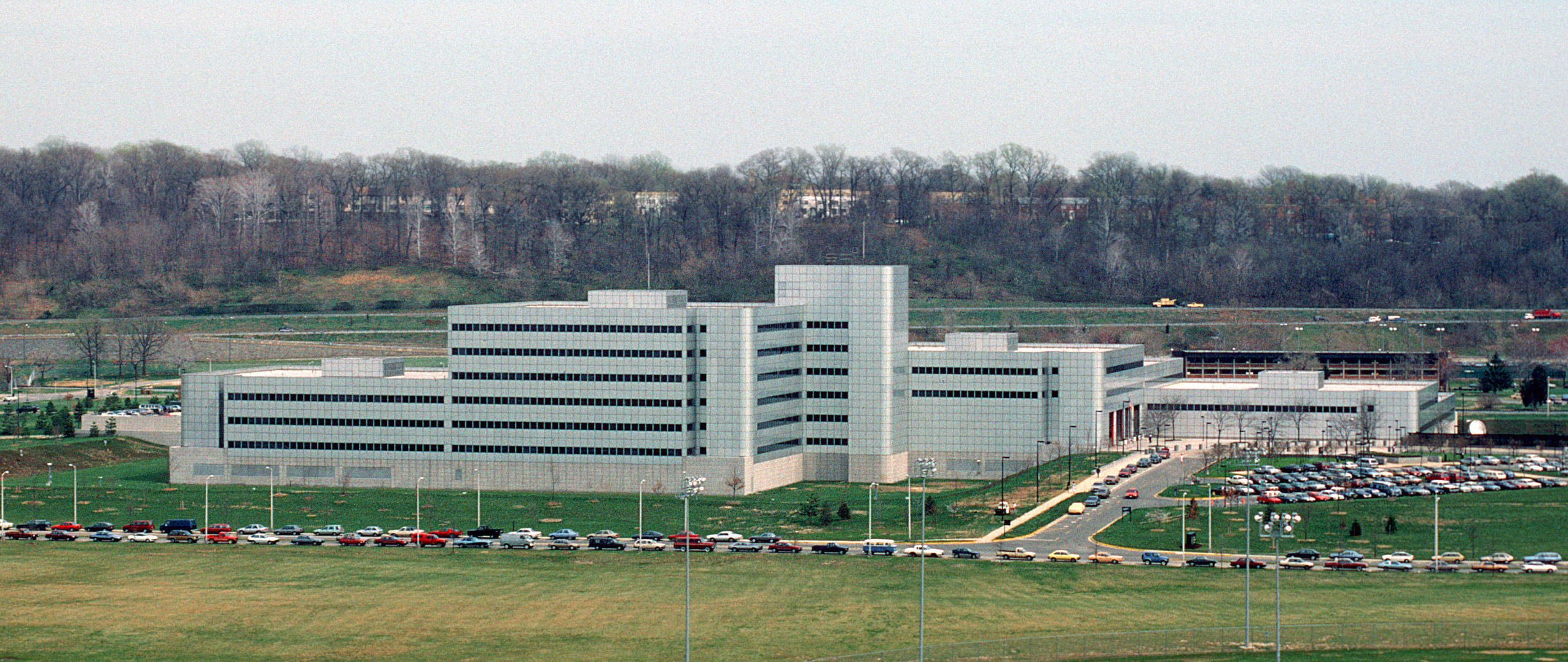
W 1980 r. DIA przeprowadziła się do obecnej siedziby DIAC (zdjęcie z 1988 r.), która stanowi obecnie tylko jedno skrzydło rozległego kompleksu

Siedzibą DIA jest Defense Intelligence Analysis Center (DIAC). Budynek mieści się w Joint Base Anacostia-Bolling w Dystrykcie Kolumbia. W DIAC mieści się także National Intelligence University, Defense Intelligence Operations Coordination Center i John T. Hughes Library.

## Zadania
Zadaniem postawionym DIA przez Department of Defense jest zbieranie, analizowanie, przetwarzanie i przekazywanie informacji wywiadowczych związanych ze światową obronnością, siłami zbrojnymi, przemysłem zbrojeniowym uprawnionym politykom, wojskowym, specjalistom ws. obrony i techniki obronnej.

## Współpraca
DIA wykonując swe obowiązki polega także na danych z innych agencji wywiadu, np. z National Reconnaissance Office, National Security Agency, Central Intelligence Agency także działającej poza granicami USA.

## Udział w operacji Pustynna Burza
Podczas wojny w Zatoce Perskiej na początku lat 90 XX w., do bezpośredniego wsparcia działań sił koalicyjnych w Kuwejcie i Iraku skierowano ok. 2 tys. pracowników DIA. Na początku 1990 roku, sprawami Iraku zajmowało się 5 pracowników wywiadu obronnego. W krótkiej wojnie w Zatoce Perskiej z działalności żołnierzy DIA nie wyciągnięto najlepszych wniosków. Lokalni dowódcy polowi i sztab skarżyli się, że nie dostają na czas danych rozpoznania taktycznego. DIA została bardzo dobrze oceniona za działalność w wojnie iracko-kuwejckiej.

## Wewnętrzny program telewizyjny
W lutym 1991 roku DIA rozpoczęła emisję kodowanego programu telewizyjnego (Defense Intelligence Network – DIN), skierowanego do ok. tysiąca własnych pracowników, oficerów operacyjnych DoD i 19 dowództw w Stanach Zjednoczonych. Na program składają się: materiały fotograficznego rozpoznania lotniczego i satelitarnego oraz serwis informacyjny National Security Agency. Na informacjach zdobytych przez instytucję często polegają Siły pokojowe ONZ, a także amerykańskie agencje zwalczające przemyt narkotyków i nie tylko.

## Szpiedzy DIA
- Jerzy Strawa – inżynier, pracownik Ministerstwa Handlu Zagranicznego, karę śmierci wykonano w 1968 r.[3]
- Igor Sutjagin

## Dyrektorzy agencji (Director of the Defense Intelligence Agency)

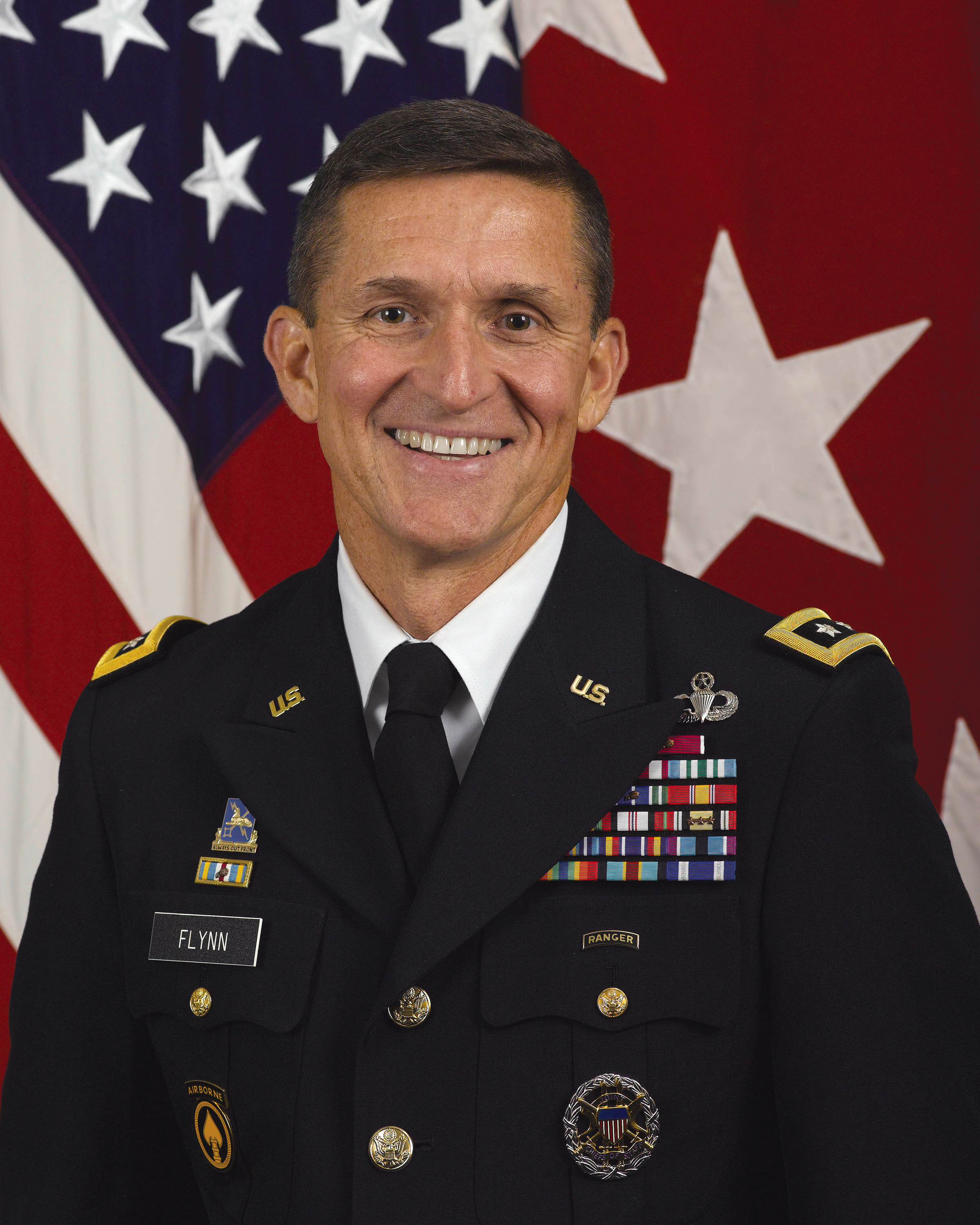
Lieutenant general Michael T. Flynn, były Director of the DIA

Dyrektora DIA powołuje Prezydent USA następnie musi zostać zatwierdzony przez specjalny Senacki Komitet Wywiadowczy
| gen. por. Joseph Carroll         | XI 1961 – IX 1969             | US Air Force |
| gen. Donald Bennett              | IX 1969 – VIII 1972           | US Army      |
| wiceadm. Vincent de Poix         | VIII 1972 – IX 1974           | US Navy      |
| gen. por. Daniel Graham          | IX 1974 – XII 1975            | US Army      |
| gen. por. Eugene Tighe jr        | I 1976 – V 1976               | US Air Force |
| gen. por. Samuel Wilson          | V 1976 – VIII 1977            | US Army      |
| gen. por. Eugene Tighe Jr        | IX 1977 – VIII 1981           | US Air Force |
| gen. James Williams              | IX 1981 – IX 1985             | US Army      |
| gen. por. Leonard Perroots       | X 1985 – XII 1988             | US Air Force |
| gen. por. Harry Soyster          | XII 1988 – IX 1991            | US Army      |
| Dennis Ngay                      | IX 1991 – XI 1991             | cywil, p.o   |
| gen. por. James Clapper Jr.      | XI 1991 – IX 1995             | US Air Force |
| gen. por. Kenneth Minihan        | IX 1995 – II 1996             | US Air Force |
| gen. mjr Patrick Hughes          | II 1996 – VII 1999            | US Army      |
| wiceadm. Thomas R. Wilson        | VII 1999 – VII 2002           | US Navy      |
| wiceadm. Lowell Jacoby           | VII 2002 – XI 2005            | US Navy      |
| gen. por. Ronald Lee Burgess Jr. | 18 marca 2009 – 24 lipca 2012 | US Army      |
| gen. por. Michael T. Flynn       | 24 lipca 2012 –               | US Army      |
| gen. por. Vincent Stewart        | 23 stycznia 2015              | USMC         |